# Macrojoppa elegans
Macrojoppa elegans là một loài tò vò trong họ Ichneumonidae.